# Hans Theler
Hans Theler – szwajcarski bobsleista, złoty medalista mistrzostw świata.

## Kariera
Największy sukces w karierze Theler osiągnął w 1957 roku, kiedy wspólnie z Hansem Zollerem, Rolfem Küderlim i Heinzem Leu zwyciężył w czwórkach podczas mistrzostw świata w St. Moritz. Był to jednak jego jedyny medal wywalczony na międzynarodowej imprezie tej rangi. Nigdy nie wystąpił na igrzyskach olimpijskich.